# Morot
För andra betydelser, se Morot (olika betydelser).
Morot (Daucus carota sativus) är en populär rotfrukt och gammal kulturväxt, vanligen orangefärgade, men förekommer även i vita, gula, röda, lila och svarta varianter. Till formen kan de vara koniska, cylindriska eller klotformade (karottmorötter). Alla dessa är framodlade former av vildmorot (Daucus carota) som naturligt förekommer i Europa och sydvästra Asien. Den framodlade moroten härstammar förmodligen från Persien och odlades ursprungligen för sina blad och frön. Vanligtvis äts idag pålroten, även om både stammen och bladen också är ätliga. Dagens morötter har selektivt framodlats för att pålroten ska bli större, mer välsmakande och mindre träig.
Moroten är en tvåårig ört inom familjen flockblommiga växter och kan bli nästan en meter hög. Den blommar med vita blommor under andra året och hela plantan dör efter frösättning. Snabbväxande kultivarer blir färdiga på tre månader efter sådd medan mer långsamväxande tar ytterligare en månad. Roten innehåller höga halter av alfa- och betakaroten och är en bra källa för vitamin A, vitamin K och vitamin B6.
USA:s Food and Agriculture Organization (FAO) rapporterade 2018 att det producerades 40 miljoner ton morötter och rovor globalt och att 45% av världsproduktionen sker i Kina. Morötter används på en rad olika sätt i många länder, både rå och tillagad.

## Etymologi

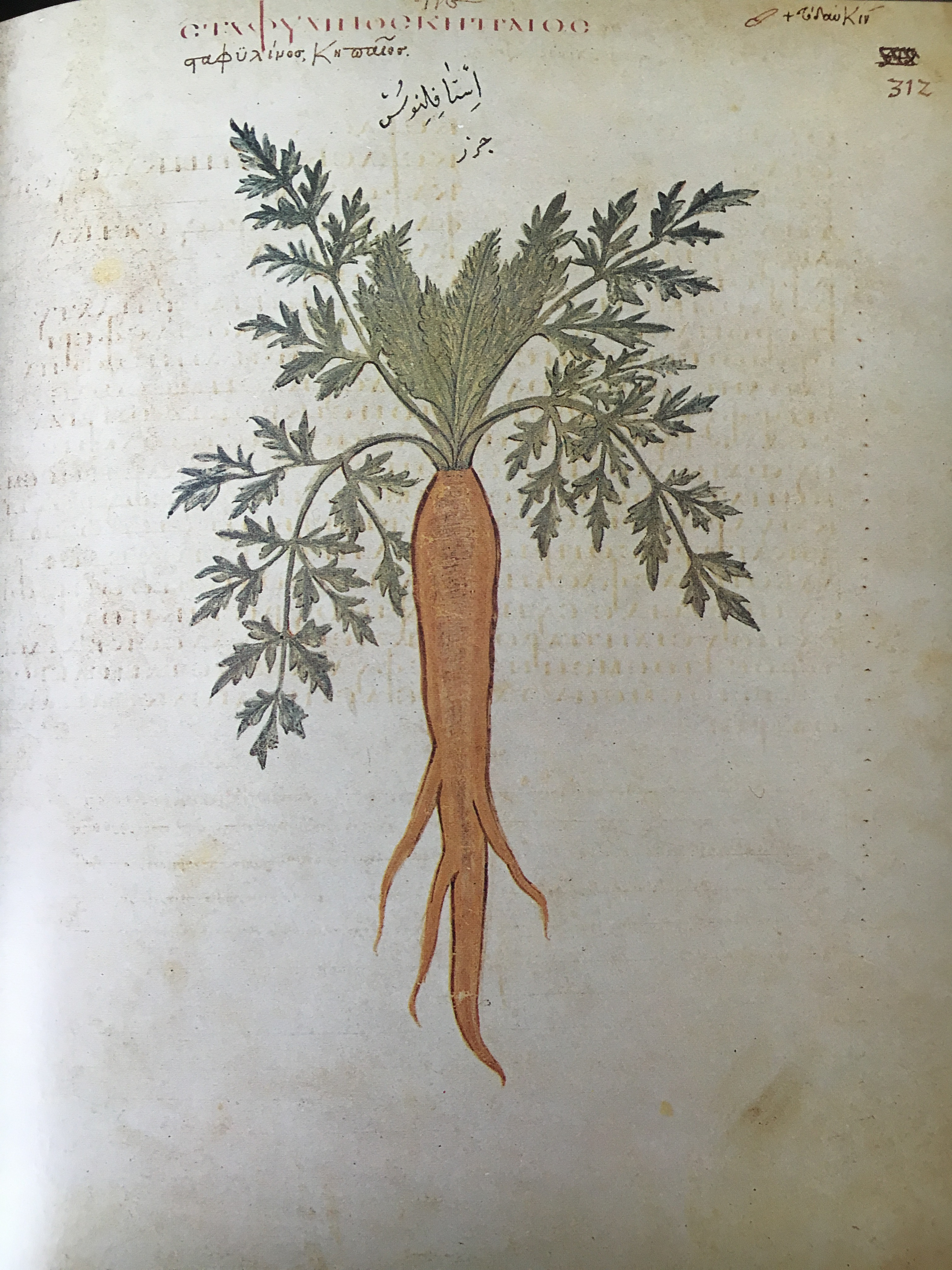
En illustration beskriven som Staphylinos Keras, vilket kan översättas som "odlad morot", men där σταφυλινος (staphylinos) även betydde palsternacka. Ur kodexen Juliana Anicia, 500-talet e.Kr, vilket är en kopia av ett verk av den grekiska läkaren och botanikern Dioskorides från första århundradet e.Kr.

På fornsvenska hette morot mororot, från lågtyskans morwortel där wortel betyder "rot", vilket ursprungligen härstammar från urgermanskans murhǭ, som ungefär kan översättas till "ätbar rot". Förledet "mor" eller "moro" kan vara etymologiskt identiskt med mura, som i växten gåsmura, vars rot förr under nödår använts till människoföda. På fornengelska hette morot moru eller more vilket har samma ursprung som svenskans morot, vilket även gäller för ryskans морковь (morkov).

## Historia
Både historiska källor och genetiska studier indikerar att den framodlade moroten har sitt ursprung i Centralasien. Ursprungsplantorna härstammar förmodligen ifrån Persien i regioner som idag är Iran och Afghanistan, vilket fortfarande utgör centrum för den största mångfalden av vildmorot. Förmodligen utgick man ifrån en naturligt förekommande underart av vildmorot vilket utgjorde grunden för den selektiva odling som sedan skett genom århundradena för att minska dess bitterhet, öka sötman och minimera träigheten i roten. Det är denna process som lett fram till dagens morötter.
När moroten först började odlas var det för dess aromatiska blad och frön. Morotsfrön från 2000–3000 f.Kr har återfunnits i Schweiz och södra Tyskland. Vissa närbesläktade arter odlas fortfarande för sina blad och frön, som persilja, koriander, fänkål, anis, dill och kummin. Den äldsta kända källan som kanske nämner morot är från första århundradet e.Kr där det står att romarna åt en rot som kallades pastinaca, som kan ha varit antingen morot eller den närbesläktade palsternackan.
Förmodligen samma växt finns avbildad i den östromerska Juliana Anicia kodexen från 500-talets Konstantinopel vilket är en kopia av den grekiska läkaren och botanikern Dioskorides farmakognosiska verk De Materia Medica från första århundradet, där den beskrivs som σταφυλινος (Staphylinos), vilket även betydde palsternacka. Tre olika sorter är avbildade och texten säger att roten kan kokas och ätas. I en annan kopia, Kodex Neapolitanes från sent 500- eller tidigt 600-tal innehåller ungefär samma illustration men där är roten lila.
Den framodlade moroten introducerades till Spanien av morerna under 700-talet. På 900-talet var morötter från Västafrika, Indien och Europa lila. Vid den här tiden odlades den moderna moroten fram i Afghanistan. Den bysantiske forskaren Simeon Seth beskrev under 1000-talet både röda och gula morötter, vilket även görs på 1200-talet av den arabisk-andalusiska agronomen Ibn al-'Awwam. På 1100-talet förekommer odlade morötter i Kina, och på 1500- eller 1600-talet i Japan. Med klosterväsendet nådde odlingen av morot Nordeuropa under medeltiden.
Det finns många påståenden att holländska odlare ska ha tagit fram orange morötter på 1600-talet för att hedra den dåvarande holländska flaggan och Vilhelm III av Oranien. Många auktoriteter hävdar dock att det inte finns några riktiga bevis för detta påstående. Den moderna moroten beskrevs ungefär vid den här tiden av den engelska  fornforskaren John Aubrey (1626–1697): "Morötter såddes första gången vid Beckington i Somersetshire. Vissa mycket gamla män [1668] kom ihåg när de första gången kom hit." Europeiska nybyggare introducerade växten i de amerikanska kolonierna på 1600-talet.

## Odling
Morötter kan odlas över hela världen där jordmånen är lämplig, men är bäst anpassad till områden med tempererat klimat. Den odlas i köksträdgårdar, i småjordbruk och storskaligt kommersiellt. Mest morötter odlas i Kina, Ryssland och USA och i Europa. I Europa är Polen, Ukraina, Storbritannien, Italien, Tyskland, Nederländerna, Frankrike, Belgien och Belarus bland de länder som odlar mest. Andra länder med stor odling är Japan, Turkiet, Mexiko, Kanada, Marocko, Indien och Indonesien.

### Odling i Sverige
I Sverige kan morötter odlas i hela landet. De områden där flest odlingar finns är Skåne, Gotland, Halland, Västergötland och Östergötland. År 2008 odlades i Sverige 91 600 ton, varav 1/3 i Skåne län.

## Näringsinnehåll

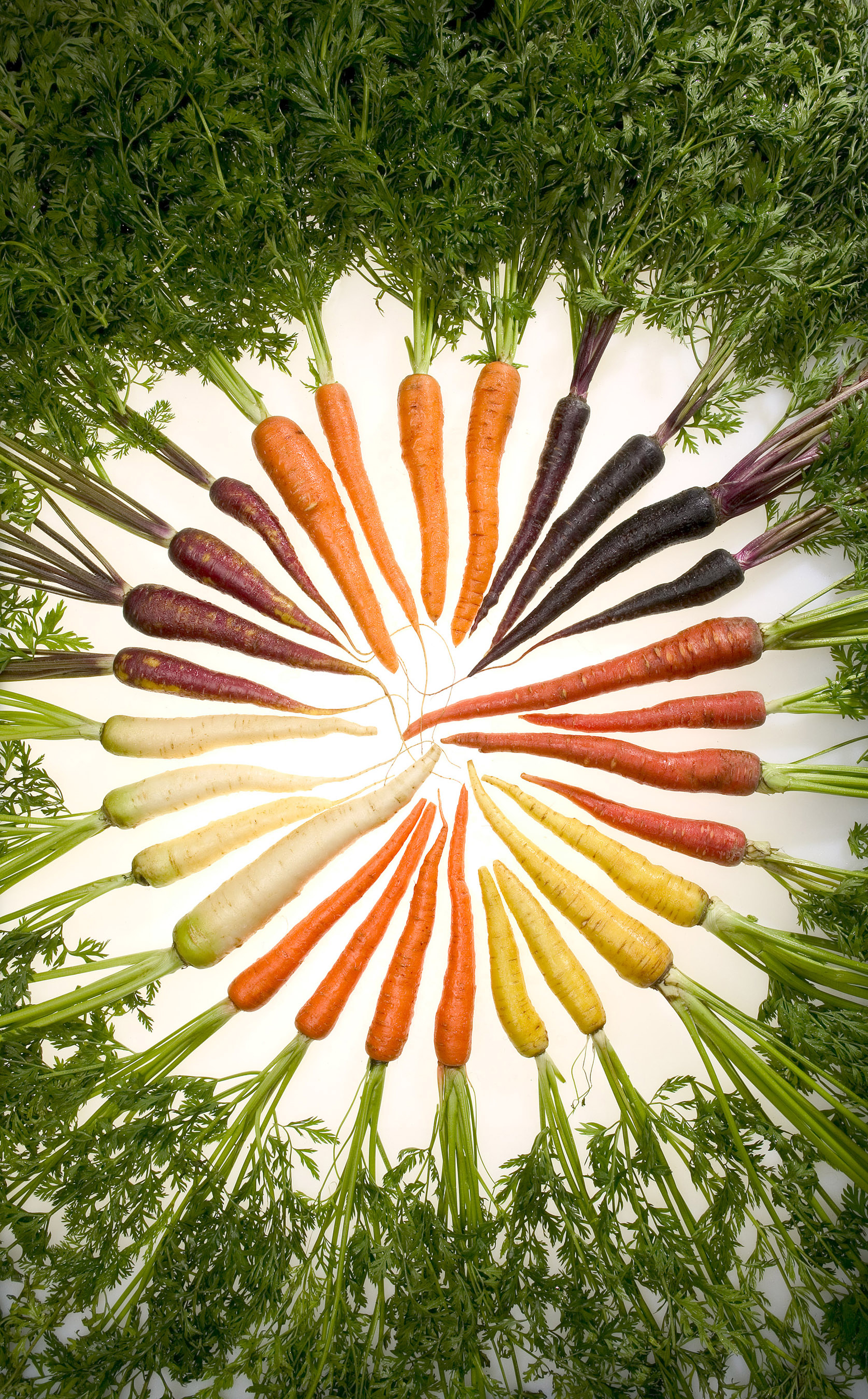
Odlade morötter i olika färger.

Genomsnittligt innehåll i 100 g morötter: Exakt innehåll varierar med växtplatsens odlingsbetingelser.
Energi 172 kJ (41 kcal)
| Ämne                                             | %   | Mängd | Mängd |
| ------------------------------------------------ | --- | ----- | ----- |
|                                                  |     |       |       |
| Vatten                                           | 85  | 88,29 | g     |
| Kolhydrater                                      | 5,6 | 9,58  | g     |
| varav sockerarter                                |     | <6,3  | g     |
| Sockerarter                                      |     | 4,74  | g     |
| Kostfibrer                                       | 2,5 | 2,8   | g     |
| Aska                                             | 0,8 |       |       |
| Proteiner                                        | 0,6 | 930   | mg    |
| Kalium                                           |     | 320   | mg    |
| Fett                                             | 0,2 | <240  | mg    |
| varav mättat fett                                |     | 37    | mg    |
| enkelomättat fett                                |     | 14    | mg    |
| fleromättat fett                                 |     | 117   | mg    |
| Natriumklorid a) ("salt")                        |     | <80   | mg    |
| Natrium                                          |     | 69    | mg    |
| Fosfor                                           |     | 35    | mg    |
| Kalcium                                          |     | 33    | mg    |
| Magnesium                                        |     | 12    | mg    |
| Kolin                                            |     | 8,8   | mg    |
| Betakaroten                                      |     | 8,285 | mg    |
| Askorbinsyra (C-vitamin)                         |     | 5,9   | mg    |
| Alfakaroten                                      |     | 3,477 | mg    |
| Niacin (B3-vitamin)                              |     | 983   | μg    |
| Retinol (A-vitamin, referensekvivalent)          |     | 835   | μg    |
| Alfatokoferol (E-vitamin)                        |     | 660   | μg    |
| Tiamin (B1-vitamin)                              |     | 660   | μg    |
| Riboflavin (B2-vitamin)                          |     | 580   | μg    |
| Järn                                             |     | 300   | μg    |
| Lutein + zeaxantin                               |     | 256   | μg    |
| Zink                                             |     | 240   | μg    |
| B6-vitamin-gruppen b)                            |     | 138   | μg    |
| Koppar                                           |     | 45    | μg    |
| Folsyra (B9-vitamin)                             |     | 19    | μg    |
| Fyllokinon (K1-vitamin)                          |     | 13,2  | μg    |
| Lykopen                                          |     | 1     | μg    |
| Selen                                            |     | 100   | ng    |
| ––––––––––                                       |     |       |       |
| a) Enbart från naturligt förekommande natrium    |     |       |       |
| b) Pyridoxin + pyridoxamin + pyridoxal (C8H9NO3) |     |       |       |

Den gula färgen beror på närvaron av karotin, som människan behöver få i sig för att kunna bilda A-vitamin.

## Produktion
| Nr                                                                    | Område                 | Produktion (ton) | Andel (%) |
| --------------------------------------------------------------------- | ---------------------- | ---------------- | --------- |
| 1                                                                     | Kina                   | 17 904 421       | 44,77     |
| 2                                                                     | Uzbekistan             | 2 185 113        | 5,46      |
| 3                                                                     | USA                    | 1 497 670        | 3,74      |
| 4                                                                     | Ryssland               | 1 408 348        | 3,52      |
| 5                                                                     | Ukraina                | 841 840          | 2,10      |
| 6                                                                     | Storbritannien         | 824 731          | 2,06      |
| 7                                                                     | Polen                  | 726 369          | 1,82      |
| 8                                                                     | Turkiet                | 644 367          | 1,61      |
| 9                                                                     | Indonesien             | 636 873          | 1,59      |
| 10                                                                    | Tyskland               | 625 357          | 1,56      |
| 11                                                                    | Japan                  | 612 050          | 1,53      |
| 12                                                                    | Indien                 | 583 405          | 1,46      |
| 13                                                                    | Kazakstan              | 566 440          | 1,42      |
| 14                                                                    | Italien                | 546 673          | 1,37      |
| 15                                                                    | Nederländerna          | 545 099          | 1,36      |
| 43                                                                    | Danmark                | 102 560          | 0,26      |
| 46                                                                    | Sverige                | 92 540           | 0,23      |
| 55                                                                    | Finland                | 66 720           | 0,17      |
| 62                                                                    | Norge                  | 43 290           | 0,11      |
|                                                                       | Total världsproduktion | 39 996 289       | 100,00    |
| Källa: FN:s livsmedels- och jordbruksorganisation:s data för år 2018. |                        |                  |           |

## Användning
Morötter kan ätas antingen hela, tärnade, rivna eller pressas till morotsjuice i sin råa form. De kan också ingå i sallader, soppor, stuvningar och gratänger (som morotslåda) eller ätas kokta som en egen rätt. Bladen och fröna kan också ätas, men används mer sällan.
Rivna morötter kan blandas i pannkaksmet och i deg till matbröd, samt är huvudingrediens i morotskaka.
I slutet av åttiotalet dök minimorötterna eller babymorötterna upp. Det är skalade morötter som har skurits i formar och därmed ser likadana ut. Sådana morötter är i allmänhet bara ett par centimeter långa, och säljs till exempel på snabbmatsrestauranger som ett nyttigare alternativ till pommes frites. Minimorötter är även en vanlig ingrediens i pickles.
Morötter skärs ibland i tunna stavar, morotsstavar, och serveras som tilltugg tillsammans med gräddfilsdipp som ett alternativ till potatischips.
Morötter skurna på tvären i tunna skivor kallas ibland morotslantar eftersom skivorna kan liknas vid mynt.
Söt morotssylt är vanligt på sina håll, exempelvis i Portugal och Storbritannien. I ett EU-direktiv från 2001 definieras morötter som en frukt, eftersom morotssylt är en delikatess i Portugal.
Utanför matlagningen har moroten också användning som djurfoder.

## Bygdemål
| Namn        | Trakt                        | Referens | Kommentar     |
| ----------- | ---------------------------- | -------- | ------------- |
|             |                              |          |               |
| Barkanrot   | Skåne                        | [ 35 ]   |               |
| Barkenrot   | Halland                      | [ 35 ]   |               |
| Barkenarot  | Skåne Vemmenhög, Gärds härad | [ 35 ]   |               |
| Gula rödder | Skåne (Oxie), Halland        | [ 35 ]   |               |
| Rod         | Skåne, Halland               | [ 35 ]   | Plural rödder |

## I kulturen
En vanlig missuppfattning i populärkulturen är att man kan locka en åsna att gå framåt om man hänger en morot i en lina på en stång framför djuret. Ett annat sätt är att driva på åsnan med en piska, och "morot och piska" har blivit ett talesätt för olika slags drivkrafter i all mänsklig verksamhet. Ursprunget för detta talesätt har angivits vara Winston Churchills uttalande vid en presskonferens den 25 maj 1943: We shall continue to operate on the Italian donkey at both ends, with a carrot and with a stick. Men talesättet förekom i engelska redan 1876. I andra språk är moroten ersatt av sötebröd (tyska) eller pepparkakor (ryska).
Moroten har även en populärkulturell roll som näsan på en snögubbe.
Morotens dag eller internationella morotsdagen firas den 4 april varje år.

### Myten om syn
Morötter förbättrar inte synen om du redan har bra syn. Myten om att morötter kan förbättra synen kommer troligtvis från det faktum att A-vitaminbrist kan påverka synen negativt, ett intag av A-vitaminfyllda morötter kan då återställa synförmågan. Under andra världskriget spred brittiska flygvapnet ett rykte att den plötsliga ökningen i antalet nedskjutna tyska bombplan berodde på att deras piloter genom en morotsrik diet fått mycket bättre mörkerseende. Detta rykte hade till syfte att dölja den riktiga orsaken, radarn.